# ليلى سيبار
ليلى صبار (من مواليد 19 نوفمبر 1941 بأفلو (الهضاب العليا) بالجزائر) كاتبة فرنسية.

## حياتها المبكرة
وهي ابنة لأم فرنسية وأب جزائرى، أمضت شبابها في الجزائر الفرنسية قبل أن تغادرها إلى باريس  حيث تعيش الآن.

## مهنتها
كتبت سبار باللغة الفرنسية عن العلاقة بين فرنسا والجزائر عن طريق رسم صور لكلا البلدين لإظهار الفرق في الثقافات بين البلدين. كانت تتناول مواضيع مختلفة، وإما ان تعتمد نهج خيالي بحت أو تستخدم علم النفس لإظهار وجهة نظرها. العديد من روايات سبار تعبر عن إحباطات الجيل الثاني من شباب المغاربة الذين ولدوا وترعرعوا في فرنسا والذين لم يندمجوا بعد في المجتمع الفرنسي.
كتابها (خذ ابني، يتحدث مع والدتك، 1984)، يوضح غياب الحوار بين جيلين لا يتحدثون نفس اللغة. الرواية تحكي قصة اليوم الأخير من رجل يموت جاء من الجزائر إلى فرنسا كرجل شاب يبحث عن عمل. ويصور قصة شبابه ويظهر وجهة نظره في المجتمع الإسلامي والسحرة. فالقارئ يدرك أن الرجل في القصة لا يخاف من هؤلاء «السحرة» ولكن فقط من الموت وحده، ومسلم آخر جانبه يقرأ صلاة الموتى له.
لا تسمي سبار شخصياتها أبدا للإبقاء على الشعور بالغموض بعدم الكشف عن الهوية، ويمكن القول أنه لا يقيد القصة إلى حساب شخصي واحد ولكن يمكن أن تتصل بأي شخص ويظهر وجهة النظر المشتركة جدا من طالبي اللجوء.

## منشوراتها المختارة

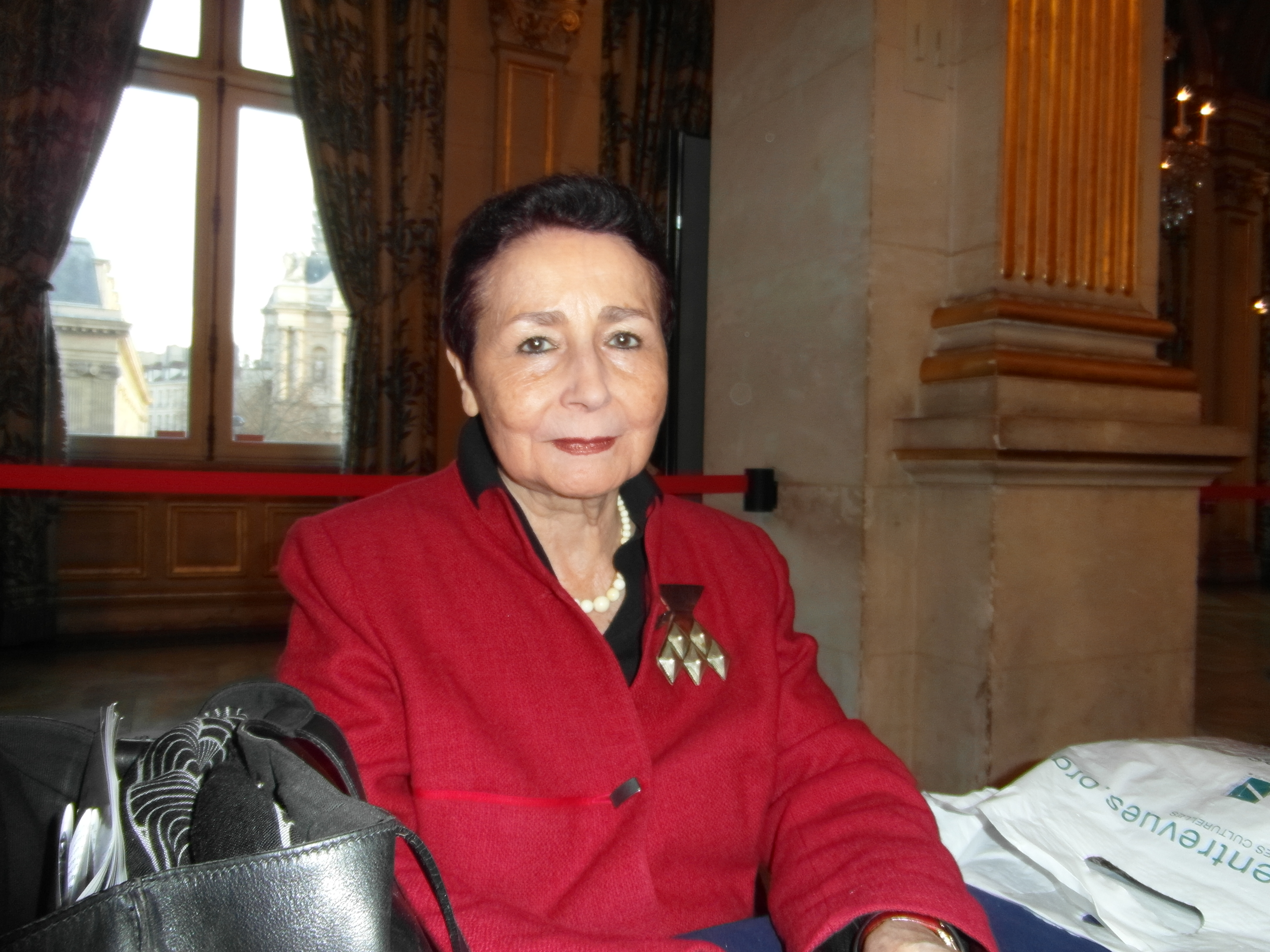

- الطفولة الجزائرية: مجموعة من الروايات والسيرات الذاتية ، 2001. ترجمت من قبل الفرنسية مارجوليغن دي جيجر.
- اللغة العربية كأغنية سرية، 2015. ترجمة سكايلر أرتيس.
- اعترافات من الجنون ، 2016. ترجمة راشيل كروفيلو.
- الكلام لونة احمر: ، 2008. ترجمة ميلدريد مورتيمر.
- شيرازيد ، 1999. ترجمة دوروثي بلير.
- الصمت على الشواطئ ، 2000. ترجمة ميلدريد مورتيمر.

## جوائز
- 1985: جائزة يوجين دابيت للرواية الشعبوية عن دفاتر شهرزاد.
- 2016: جائزة قائد الاداب والحروف.